# Euphorbia hieronymi
Euphorbia hieronymi es una especie fanerógama perteneciente a la familia de las euforbiáceas.  Es originaria de Argentina.

## Taxonomía
Euphorbia hieronymi fue descrita por Rosa Subils y publicado en Kurtziana 10: 221. 1977.
Etimología
Euphorbia: nombre genérico que deriva del médico griego del rey Juba II de Mauritania (52 a 50 a. C. - 23), Euphorbus, en su honor – o en alusión a su gran vientre –  ya que usaba médicamente Euphorbia resinifera. En 1753 Carlos Linneo asignó el nombre a todo el género.
hieronymi: epíteto otorgado  en honor del botánico alemán, que desempeñó parte de su carrera en Argentina Georg Hans Emmo Wolfgang Hieronymus (1846 - 1921), quien fue profesor de botánica en Córdoba (Argentina), tiempo en el que recolectó plantas en Sudamérica.
Sinonimia
- Euphorbia dioica Hieron.
- Euphorbia dioica f. parvifolia Hieron.
- Euphorbia hieronymi f. parvifolia (Hieron.) Oudejans
- Tithymalus hieronymi (Subils) Soják[5][6]